# Garcinia ramosii
Garcinia ramosii là một loài thực vật có hoa trong họ Bứa. Loài này được Merr. mô tả khoa học đầu tiên năm 1912.